# Potentiaal
De potentiaal op een plaats is een natuurkundige grootheid die op een bepaalde manier samenhangt met de kracht die een lichaam of een deeltje op die plaats ondervindt. De potentiaal kan de vorm hebben van een getal dat per plaats is bepaald, met eventueel een eenheid en is dan een scalaire potentiaal, zoals de potentiaal van de zwaartekracht of van de elektrische kracht, of een andere vorm, bijvoorbeeld een vectorpotentiaal zoals bij de magnetische kracht. De potentiaal behorend bij een kracht is in de meeste gevallen niet eenduidig bepaald: er is een zekere ijkvrijheid om de potentiaal bijvoorbeeld overal met dezelfde hoeveelheid op te hogen zonder dat het iets verandert aan de fysische situatie. Het potentiaalverschil tussen twee verschillende punten in een veld als gevolg van de betreffende kracht is wel overal bepaald. Iedere soort kracht heeft zijn eigen potentiaal, dus kunnen er op één plaats de potentialen voor de verschillende krachten gelden.

## Definitie
Het basisidee achter een potentiaal is dat deze zodanig wordt gekozen, dat het (kracht)veld op een bepaalde plaats gelijk evenredig is met de mate waarin de potentiaal verandert, zoals de gradiënt of de rotatie van de potentiaal. Het veld wordt in ieder punt van dat veld door de kracht gedefinieerd, die een eenheid 'lading', bijvoorbeeld van massa, elektrische lading op die plaats in het veld zou ondervinden. Het elektrische veld bijvoorbeeld is de elektrische kracht die een voorwerp met een lading van een coulomb zou ondervinden als het zich daar bevond. In verschillende gevallen neemt de potentiaal en zijn precieze relatie met het veld verschillende vormen aan.

## Voorbeelden
Hier volgen enkele voorbeelden van de vorm die de potentiaal kan hebben en de relatie tussen potentiaal en veld.

### Centrale krachten
Bij centrale krachten is het veld van een krachtbron overal naar of vanaf die krachtbron gericht. Voorbeelden zijn het zwaartekrachtsveld van een bolsymmetrische massaverdeling (steeds naar het middelpunt van bijvoorbeeld de aarde gericht) en het elektrische veld (het veld van een atoomkern is steeds van die kern af gericht). De potentiaal van zo'n veld is een scalair: op iedere plaats {\displaystyle \mathbf {r} } is er een getal {\displaystyle V(\mathbf {r} )} en dat is de potentiaal ter plaatse. Je kunt {\displaystyle V(\mathbf {r} )} opvatten als de potentiële energie die een eenheid massa of elektrisch lading (afhankelijk van om welk veld het gaat) ter plaatse heeft (bijvoorbeeld de zwaarte-energie van een voorwerp van 1 kilogram).
Het veld {\displaystyle \mathbf {Y} (\mathbf {r} )} is dan het tegengestelde van de gradiënt van de potentiaal {\displaystyle V(\mathbf {r} )}:
{\displaystyle \mathbf {Y} (\mathbf {r} )=-\operatorname {grad} V(\mathbf {r} )}
De potentiaal {\displaystyle V} neemt dus af in de richting van het veld. Zo is de potentiaal van de zwaartekracht van de aarde het laagst in het middelpunt van de aarde en het hoogst 'oneindig' ver weg van de aarde. Hoe hoog dat precies is, kan vrij gekozen worden: als {\displaystyle V(\mathbf {r} )} overal met hetzelfde bedrag verhoogd wordt, verandert er niets aan {\displaystyle \mathbf {Y} (\mathbf {r} )}; dit heet ijkvrijheid. Meestal kiest men die verhoging zo, dat de potentiaal oneindig ver weg gelijk is aan 0. Met die keuze komen de potentialen er als volgt uit te zien.

#### Coulombpotentiaal
Het elektrische veld veroorzaakt door een elektrische lading {\displaystyle Q} in de oorsprong is gericht vanaf die lading als die positief is en er naartoe als die negatief is:
{\displaystyle \mathbf {E} (\mathbf {r} )={\frac {Q}{4\pi \varepsilon _{0}r^{3}}}\mathbf {r} }
waarin de {\displaystyle \varepsilon _{0}} de permittiviteit van het vacuüm is: {\displaystyle \varepsilon _{0}=8{,}85\times 10^{-12}} F/m.
De grootte is:
{\displaystyle E(r)={\frac {|Q|}{4\pi \varepsilon _{0}r^{2}}},}
De coulombpotentiaal of elektrische potentiaal is
{\displaystyle V(r)={\frac {Q}{4\pi \varepsilon _{0}r}}},
dus 0 in het oneindige en elders positief als {\displaystyle Q>0} en negatief als {\displaystyle Q<0}. Overigens heeft een zeer groot, geleidend lichaam zoals de aarde in deze definitie ook potentiaal 0. Wanneer we een punt in een elektrische schakeling "aarden", zorgen we dus dat dat punt potentiaal 0 krijgt.
De elektrische spanning in een elektrisch netwerk is het elektrische potentiaalverschil, dus het verschil in potentiële elektrische energie tussen twee punten in dat netwerk per eenheid van lading.

#### Zwaartekrachtspotentiaal
Het zwaartekrachtsveld veroorzaakt door een massa {\displaystyle m} is naar die massa toe gericht. Met de massa in de oorsprong is het zwaartekrachtsveld (valversnellingsveld)
{\displaystyle \mathbf {g} (\mathbf {r} )=-{\frac {Gm}{r^{3}}}\mathbf {r} }
waarin {\displaystyle G} de gravitatieconstante is: {\displaystyle G=6{,}67\times 10^{-11}} N m²/kg2. Verder is {\displaystyle r} de afstand tot de massa.
De grootte van het veld {\displaystyle g(r)} is:
{\displaystyle g(r)={\frac {Gm}{r^{2}}}}
De zwaartekrachtspotentiaal is
{\displaystyle V(r)=-{\frac {G\,m}{r}}},
dus 0 in het oneindige en elders negatief. Overigens gelden deze formules alleen in de klassieke mechanica, met de zwaartekrachtswet van Newton. In de algemene relativiteitstheorie ligt het iets anders, er is geen sprake van een vectorveld maar het 'gravitatieveld' wordt beschreven door een tensor.
Binnen een klein gebied varieert de zwaartekrachtspotentiaal bij benadering lineair. Zo kun je de potentiaal vlak bij het aardoppervlak benaderen door
{\displaystyle V(h)\approx g\cdot h}
waarin {\displaystyle g} het zwaartekrachtsveld of de valversnelling is, en {\displaystyle h} de hoogte boven het aardoppervlak (en waarbij gekozen is het nulniveau van de potentiaal op het aardoppervlak te leggen, wat kan vanwege de ijkvrijheid).

#### Yukawa-potentiaal
In de beginjaren van de kernfysica was er nog geen kwantumchromodynamica (QCD), de theorie van de quarks en gluonen. Protonen en neutronen waren de bekende kerndeeltjes. Yukawa had een theorie over de aantrekking tussen deze deeltjes. Het veld van die sterke kernkracht werd beschreven met door de Yukawa-potentiaal:
{\displaystyle V(r)=V_{0}{\frac {e^{-\mu r}}{\mu r}}},
waarin {\displaystyle V_{0}} een (negatieve) constante is en {\displaystyle 1/\mu } het bereik van de interactie ({\displaystyle \mu } hangt samen met de massa van het π-meson of pion, dat de Yukawa-kracht overbrengt). Door de extra exponentiële factor neemt zowel deze potentiaal als het ervan afgeleide veld snel af wanneer de afstand groter wordt. Buiten de atoomkern is dan ook weinig te merken van de sterke kernkracht.

### Niet-centrale krachten
Niet-centrale krachten lenen zich in het algemeen niet voor beschrijving met een scalarpotentiaal. Als voorbeeld hier de potentiaal behorend bij een magnetisch veld.

#### Magnetische potentiaal
Een magnetisch veld {\displaystyle \mathbf {B} (\mathbf {r} )} is niet altijd in de richting van de bron (de magneet) gericht. We kunnen het beschrijven met een vectorpotentiaal {\displaystyle \mathbf {A} (\mathbf {r} )}. Deze potentiaal heeft overal de vorm van een vector, dus niet alleen een grootte maar ook een richting. De relatie tussen de twee is nu:
{\displaystyle \mathbf {B} (\mathbf {r} )=\operatorname {rot} \mathbf {A} (\mathbf {r} )}
Het veld is in dit geval de rotatie van de potentiaal. Ook hier is er een ijkvrijheid: tot op zekere hoogte is {\displaystyle \mathbf {A} (\mathbf {r} )} te veranderen zonder dat het invloed heeft op de fysische situatie die beschreven wordt. In dit geval mag je bij {\displaystyle \mathbf {A} (\mathbf {r} )} ieder vectorveld optellen dat zelf de gradiënt van een scalair veld {\displaystyle \varphi (\mathbf {r} )} is:
{\displaystyle \mathbf {A} (\mathbf {r} )\to \mathbf {A} (\mathbf {r} )+\operatorname {grad} \varphi (\mathbf {r} )}
Deze ijktransformatie laat {\displaystyle \mathbf {B} (\mathbf {r} )} onveranderd en de veranderde potentiaal geeft dus nog dezelfde fysische situatie weer.

## Potentiaal in geval van meer bronnen
Zijn er verschillende krachtbronnen aanwezig, dan wordt het veld van die bronnen normaal gesproken opgeteld. Aangezien de potentiaal een rechtstreeks verband met het veld heeft, kun je dan ook de potentialen horend bij hetzelfde type veld bij elkaar optellen. Dus om de totale elektrische potentiaal te vinden, tel je de elektrische potentialen bij elkaar op; voor de gravitatiepotentiaal tel je de potentialen veroorzaakt door de aanwezige massa's bij elkaar op, enzovoort. Vaak wordt de totale potentiaal veroorzaakt door een bron berekend met een integraal over alle punten van de bron.
In sommige gevallen is dat echter niet mogelijk. Theorieën als de quantumelektrodynamica (QED) en de quantumchromodynamica (QCD) vertonen sterk niet-lineair gedrag, waarbij de aanwezigheid van een veld op zichzelf weer allerlei effecten veroorzaakt. De aanwezigheid van twee velden leidt dan tot weer andere effecten — met andere woorden, je kunt hier niet zomaar potentialen optellen; het geheel is meer dan de som der delen.

## Betekenis
Misschien lijkt het werken met potentialen slechts een handigheidje om berekeningen makkelijker te maken. Vooral door de ijkvrijheid en de soms negatieve waarde van de potentiaal lijkt dit aannemelijk. Daarom zou men kunnen denken dat de potentiaal niet echt fysieke 'realiteit' is, maar een soort wiskundige constructie — het veld of de kracht is het werkelijke verschijnsel. Dat is in de klassieke mechanica wel vol te houden, maar in de kwantummechanica komen verschijnselen voor die op het tegendeel duiden. Bij interferentie van licht dat door een dubbele spleet valt, ontstaat een patroon van strepen. Het neerzetten van een dunne buis waarin een magnetisch veld loopt, verandert dat patroon, zelfs als dat veld nergens door de lichtstralen heen loopt. Dit zogeheten Aharonov-Bohm-effect kan verklaard worden doordat de magnetische vectorpotentiaal {\displaystyle \mathbf {A} } wél door de baan van het licht heen loopt. Dat betekent dat de potentiaal {\displaystyle \mathbf {A} } wel degelijk een fysische realiteit heeft, misschien nog wel meer dan het magnetische veld.